# Hamernia (gmina Rudomino)
Hamernia (lit. Kalviškės) – wieś na Litwie, w okręgu wileńskim, w rejonie wileńskim, w gminie Rudomino, przy drodze magistralnej A15 i przy drodze krajowej 106.

## Historia
W dwudziestoleciu międzywojennym folwark leżący w Polsce, w województwie wileńskim, w powiecie wileńsko-trockim, w gminie Rudomino. W 1931 miejscowość liczyła 32 mieszkańców, zamieszkałych w 3 budynkach.
Po II wojnie światowej w granicach Związku Sowieckiego. Od 1991 na niepodległej Litwie.